# Ilan Brenman
Ilan Brenman  é um  dos mais importantes escritores do seu país,  autor de mais de 80 livros infantis, infanto-juvenis e para o público adulto. Além de publicar no Brasil, ele é um dos autores brasileiros na atualidade mais traduzido no exterior em países como: França, Espanha, Alemanha, Itália, Grécia, Canadá, Romênia, Vietnã, Coreia do Sul, China entre outros. Ilan é formado em Psicologia pela Pontifícia Universidade Católica de São Paulo, com mestrado e doutorado em Linguagem e Educação pela Universidade de São Paulo.

## Biografia
Nascido em 1973, em Israel, Ilan chegou ao Brasil em 1979. llan possui uma sólida formação acadêmica com bacharelado em Psicologia pela PUC de São Paulo e Mestrado e Doutorado pela Faculdade de Educação da USP. Ele é reconhecido como uma autoridade nos debates públicos sobre educação, cultura e parentalidade, contribuindo com artigos em jornais e revistas de grande circulação, além de sua atuação como colunista e colaborador em rádios, como a CBN e Novabrasil FM, e participações frequentes em programas de televisão.Desde 2022, Ilan tem participado do prestigioso programa Café Filosófico CPFL da TV Cultura de São Paulo.Em 2023, foi honrado com o convite para ser curador de um ciclo de debates intitulado “Como Fortalecer a Mente Infantil e Juvenil numa Era de Incertezas.” Ele também vem ministrando palestras e cursos há mais de duas décadas, e seus cursos mais recentes em uma plataforma espanhola já alcançaram uma audiência de mais de 25 mil alunos, provenientes de todos os continentes.

## Obras
- Até as princesas soltam pum.
- Refugiados.
- A Espera.
- Cabo de Guerra.
- A Ciranda de lágrimas.
- Desligue e Abra.
- A Menina Furacão e o Menino Esponja.
- A Cicatriz.
- Telefone sem Fio.
- O Bocejo.
- As 14 pérolas da Índia.
- As 14 pérolas Budistas.
- As 14 pérolas da mitologia Grega.
- As 14 pérolas Sufis.
- As 14 pérolas Judaicas.
- Amizade Eterna e outras vozes da África.
- Silêncio, 12 histórias universais sobre a morte.
- Irmãs.
- Mudanças.
- Mamãe é um Lobo.
- O Vaqueiro que Nunca Mentia.
- Pedro, você vem brincar?
- Quem assoprou as minhas velas?
- A vida de Fernanda.
- O estranho dia da Luisa.
- O Alvo
- Saci, a Origem.
- A Mula Sem Cabeça, a Origem.
- Cavalo de Tróia, a Origem.
- O Livro da Com-fusão contos de fadas.
- O Livro da Com-fusão animais
- O Livros da Com-fusão Família.
- Cornélia.
- As Narrativas Preferidas de um contador de histórias.
- Aprendendo com o aprendiz.
- O Senhor do Bom Nome.
- Pai, não fui eu!
- Pai, quem inventou?
- Maenhee.
- Mãe Alto-falante.
- Agora!
- Vó, para de fotografar!
- Parece, mas não é!
- Enganos!
- Segredos.
- Papai é meu!
- O Bico.
- Pai cabide.
- O cabe num livro?
- Coleção Família Urso.
- Epaminondas e a floresta do filósofos.

### Livros para adultos.
- Filosofia ao pé do ouvido (co-autoria com Clóvis de Barros Filho).
- Pais ou reféns dos filhos?
- Quem tem medo do Lobo Mau? (co-autoria com o Luis Felipe Pondé)
- A condenação de Emilia.
- Através da vidraça da escola.